# Rajonchocotyle batis
Rajonchocotyle batis är en plattmaskart. Rajonchocotyle batis ingår i släktet Rajonchocotyle och familjen Hexabothriidae. Inga underarter finns listade i Catalogue of Life.